# Annamyia maren
Annamyia maren là một loài ruồi trong họ Asilidae. Annamyia maren được Pritchard miêu tả năm 1941. Loài này phân bố ở vùng Tân nhiệt đới.